# Serie B 1947-1948 (pallacanestro maschile)
Il campionato di Serie B di pallacanestro maschile 1947/48 secondo livello del 26º campionato italiano, è il 7° organizzato dalla FIP sotto questa definizione e il 1° dal dopoguerra nel quadro della riforma dei campionati FIP.
Le 17 squadre iscritte, sono divise in quattro gironi all'italiana e le 4 vincenti accedono ad un girone finale. La prima e la seconda classificata vengono promosse in Serie A 1948-49.

## Gironi di Qualificazione[1]

### Girone A
Squadre partecipanti:
APU Udine, Edera Trieste, Ginn.Goriziana e Lega Nazionale Monfalcone
- Lega Nazionale Monfalcone accede alla seconda fase.

### Girone B
Squadre partecipanti: 
Dop.Borletti Milano; Lega Nazionale Trieste; S.S. Cestistica Vicenza; CSI Pesaro; Pallacanestro Reggiana
- Dop.Borletti Milano accede alla seconda fase.

### Girone C
Squadre partecipanti:
CRAL Arsenale La Spezia; Gira Bologna; Pirelli Milano; Saves Alessandria
- Gira Bologna accede alla seconda fase.

### Girone D
Squadre partecipanti:
Stamura Ancona; A.S. Foligno; CUS Firenze; A.S. Ascoli Piceno;

#### Spareggio
| 1 febbraio 1948 | Stamura Ancona | 25 – 23 | CUS Firenze | Roma |

- Stamura Ancona accede alla seconda fase dopo spareggio.

## Girone finale

### Classifica
|  |    | Classifica finale 1947-1948 | Pt | G | V | N | P | PtF | PtS |
|  | -- | --------------------------- | -- | - | - | - | - | --- | --- |
|  | 1. | Gira Bologna                | 12 | 6 | 6 | 0 | 0 | -   | -   |
|  | 2. | Dop.Borletti Milano         | 6  | 6 | 3 | 0 | 3 | -   | -   |
|  | 3. | Lega Nazionale Monfalcone   | 4  | 6 | 2 | 0 | 4 | -   | -   |
|  | 4. | Stamura Ancona              | 2  | 6 | 1 | 0 | 5 | -   | -   |

### Risultati
| Risultati                 | BOL   | MIL   | MON   | ANC   |
| ------------------------- | ----- | ----- | ----- | ----- |
| Gira Bologna              |       | 35-33 | 34-20 | 38-19 |
| Dop.Borletti Milano       | 27-29 |       | 36-28 | 43-20 |
| Lega Nazionale Monfalcone | 12-24 | 29-38 |       | 36-24 |
| Stamura Ancona            | 24-26 | 40-39 | 27-28 |       |

## Verdetti
- Il Gira Bologna vince lo scudetto della Serie B
- Il Dop.Borletti Milano in estate si fonde con Olimpia Milano (che già giocava in Serie A in quell'anno con il diritto di Pall.Como) rinunciando di fatto al diritto acquisito.